# Comunità montana Sabina IV Zona
La Comunità montana Sabina IV Zona è una delle comunità montane del Lazio, appartenente alla provincia di Rieti. Consta di dodici comuni.
- Casperia
- Configni
- Cottanello
- Mompeo
- Montasola
- Poggio Catino
- Poggio Mirteto
- Roccantica
- Salisano
- Torri in Sabina
- Vacone